# Annie - Cercasi genitori
Annie - Cercasi Genitori (Annie) è un film televisivo del 1999 diretto da Rob Marshall. 
Parte della serie televisiva antologica Disneyland, il film è l'adattamento dell'omonimo musical di Charles Strouse, Martin Charnin e Thomas Meehan, già riadattato per il grande schermo nel 1982 da John Huston e a sua volta tratto dalle strisce di fumetti Little Orphan Annie.

## Trama
Durante la Grande Depressione del 1933, Annie Bennett, un'orfana di 11 anni, venne lasciata presso l'orfanotrofio municipale per ragazze di New York quando era ancora una neonata. Le uniche due cose che i suoi genitori biologici le lasciano in "dote" sono un mezzo medaglione a forma di cuore e un biglietto in cui c'è scritto che sarebbero tornati a riprenderla un giorno. L'orfanotrofio è gestito dalla tirannica signorina Agatha Hannigan che affama le orfane e le costringe a fare lavoro minorile. Nel cuore della notte, dopo essersi stancata di aspettare i suoi genitori, Annie cerca di scappare per trovarli ma viene presto intercettata e catturata dalla signorina Hannigan. Il mattino seguente, però, quando la signorina Hannigan si distrae parlando con l'uomo della lavanderia recatosi lì per ritirare le lenzuola sporche, Annie si nasconde nel carrello della biancheria e riesce finalmente a scappare.
Mentre vaga per le strade di New York al freddo e sola, Annie fa amicizia con un cane randagio che chiama Sandy (per via del suo pelo color sabbia) sfuggito all'accalappiacani. Dopo poco però l'agente di polizia, il tenente Ward, la trova e la riporta all'orfanotrofio dove la signorina Hannigan la punisce con faccende extra. Quando il miliardario Oliver "Papà" Warbucks decide di accogliere un'orfana per Natale, la sua segretaria particolare Grace Farrell sceglie Annie. Annie e Sandy vengono portati nella sua ricca tenuta e si immergono in una vita grandiosa. Sebbene all'inizio si senta a disagio con Annie, papà Warbucks ne rimane presto affascinato e la vuole disperatamente adottare ma Annie vuole ancora trovare i suoi veri genitori, quindi annuncia alla radio una ricompensa di $50.000 per chiunque dimostri di essere il suo papà e la sua mamma biologici. Dopo aver sentito il messaggio radiofonico, le orfane lo riferiscono accidentalmente alla signorina Hannigan e lei in un batter di ciglia chiama suo fratello minore Daniel detto "Rooster", truffatore esperto, accompagnato dalla sua non molto sveglia fidanzata, Lily St. Regis (anch'ella truffatrice navigata), per ottenere la ricompensa fingendosi Ralph e Shirley Mudge (i "cosiddetti" genitori di Annie).
Lily, fallendo la prova recitativa nei panni della "madre" di Annie, non lascia altro da fare alla Signorina Hannigan se non interpretare lei stessa quel ruolo. Lily allora rimane con le orfanelle dopo che la signorina Hannigan e Rooster si recano alla villa di Warbucks, ma giocando con le ragazze, la donna rivela involontariamente il piano ordito dai due. Le orfane allora la costringono a dir loro cosa stia succedendo e lei si rende conto che Rooster potrebbe lasciarla a mani vuote come ha già fatto in passato. Lei e le orfane arrivano alla villa di Warbucks dove Lily chiede la sua fetta di denaro mentre le bambine sventano il colpo raccontando la verità davanti a tutti. Mentre fuggono dalla casa, la signorina Hannigan e Rooster vengono bloccati all'arrivo del presidente Franklin D. Roosevelt. Il presidente Roosevelt legge i documenti fornitigli dall'FBI che identificano i tre truffatori e, di conseguenza, Rooster e Lily vengono subito arrestati dai servizi segreti mentre la signorina Hannigan, in preda alla furia, incolpa Annie per aver mandato all'aria tutto; bloccata proprio nell'atto di tirare uno schiaffo alla ragazza, viene presa con forza e portata dai gendarmi in un ospedale psichiatrico cosa che, come esito, implica il fallimento del suo orfanotrofio. 
Il presidente Roosevelt presenta quindi le prove ad Annie che i suoi genitori sono in realtà David e Margaret Bennett, morti a causa di un incendio quando Annie era piccola, il che spiega perché non siano mai tornati per lei. Sebbene Annie sia rattristata dalla morte dei suoi genitori, si rallegra quando papà Warbucks la adotta ufficialmente. Il presidente Roosevelt assicura un lieto fine per tutti promettendo che ciascuna delle altre orfane sarà adottata da una famiglia stabile e felice. Papà Warbucks e Grace si fidanzano ed Annie vive felicemente con i suoi nuovi genitori e Sandy.

## Colonna sonora
La colonna sonora del film è stata pubblicata il 2 novembre 1999 da Sony Classical. Le canzoni in questa versione riflettono quelle della produzione originale del 1977, ma non includono "We'd Like to Thank You, Herbert Hoover", "Tomorrow (Cabinet Reprise)", "Annie" o "New Deal for Christmas". Tuttavia, include una ripresa di "New York City" e di "Ragazzine" che si svolge alla fine del film, piuttosto che dopo la canzone stessa.
- "Overture"
- "Maybe" - Annie
- "It's the Hard Knock Life" - Annie e orfanelle
- "It's the Hard Knock Life" (Reprise) - Orfanelle
- "Tomorrow" - Annie
- "Little Girls" - Miss Hannigan
- "I Think I'm Gonna Like It Here" - Grace, Annie, staff di Warbucks
- "N.Y.C." - Warbucks, Grace, Annie e star di Broadway
- "N.Y.C." (Reprise) - Warbucks
- "Lullaby" - Warbucks
- "Easy Street" - Rooster, Miss Hannigan e Lily
- "Maybe" (Reprise 1) - Annie
- "You're Never Fully Dressed Without a Smile" - Bert Healy e sorelle Boylan
- "You're Never Fully Dressed Without a Smile" (Reprise) - Orfanelle
- "Something Was Missing" - Warbucks
- "I Don't Need Anything But You" - Warbucks e Annie
- "Maybe" (Reprise 2) - Grace
- "Tomorrow" (Reprise) - Grace
- "Little Girls" (Reprise) - Miss Hannigan
- "Finale: I Don't Need Anything But You" (Reprise) - Warbucks, Grace e Annie

## Distribuzione
Annie è stato presentato in anteprima su ABC il 7 novembre 1999. Il film, rara collaborazione tra Columbia TriStar Television e Walt Disney Television, si è rivelato popolare durante la sua messa in onda iniziale, con circa 26,3 milioni di spettatori, rendendolo il secondo film più popolare della Disney trasmesso sulla ABC dopo Cenerentola (1997).

## Riconoscimenti
- 2000 - Golden Globe
  - Candidatura alla miglior attrice non protagonista in una serie a Kathy Bates